# Dirt
Dirt je drugi studijski album američkog rock sastava Alice in Chains. Diskografska kuća Columbia Records objavila ga je 29. rujna 1992. godine. Dosegao je šesto mjesto na ljestvici Billboard 200 i dobio je pozitivne kritike. Ostvario je četverostruku platinastu nakladu te je diljem svijeta bio prodan u više od pet milijuna primjeraka, zbog čega je najprodavaniji uradak grupe do danas. Posljednji je uradak koji su snimila sva četiri izvorna člana skupine; basist Mike Starr bio je izbačen iz nje u siječnju 1993. godine. S albuma je bilo objavljeno pet singlova: "Would?", "Them Bones", "Angry Chair", "Rooster" i "Down in a Hole"; za svaki je bio snimljen popratni glazbeni spot. Dirt je bio nominiran za nagradu Grammy u kategoriji najbolje hard rock izvedbe. Budući da se pjesma "Would?" pojavila u glazbi za film Samci Camerona Crowea, njezin je glazbeni spot bio nominiran za MTV-jevu nagradu u kategoriji najboljeg videozapisa iz filma.
Pjesme na albumu govore o depresiji, boli, ljutnji, antisocijalnom ponašanju, vezama, ovisnosti o drogama (poglavito o heroinu), ratu, smrti i sličnim temama. Na pjesmi "Iron Gland" pjeva Tom Araya iz Slayera. Većinu skladbi napisao je gitarist Jerry Cantrell, no pjevač Layne Staley prvi je put samostalno napisao dvije pjesme: "Hate to Feel" i "Angry Chair", na kojima svira i gitaru. Rolling Stone postavio je uradak na 26. mjesto svojeg popisa "100 najboljih metal albuma svih vremena". Dirt se pojavio i u knjizi 1001 album koji morate poslušati prije nego što umrete iz 2005. godine. Recenzenti časopisa Kerrang! proglasili su ga albumom godine, dok mu je Guitar World dodijelio titulu najboljeg gitarističkog albuma 1992. godine. Loudwire ga je proglasio jednim od najboljih metal albuma iz 1990-ih, dok ga je Rolling Stone 2019. godine postavio na šesto mjesto popisa "50 najboljih grunge albuma".
Četvrti studijski album Alice in Chainsa, Black Gives Way to Blue, bio je objavljen na 17. godišnjicu objave Dirta, 29. rujna 2009. godine.

## Pozadina i snimanje
Snimanje Dirta počelo je u proljeće 1992. godine. Producent Dave Jerden, koji je sa skupinom prethodno radio na njezinom debitantskom uratku Facelift, ponovno je želio surađivati s njom. Sviđali su mu se tekstovi i glas pjevača Laynea Staleyja te rifovi glavnog gitarista Jerryja Cantrella. Skladba "Would?", na kojoj je za produkciju, tonsku obradu i miksanje bio zaslužan Rick Parashar, bila je snimljena prije samoga albuma i prvi se put pojavila u glazbi za film Samci iz 1992. godine. Dirt je od travnja do srpnja 1992. godine bio sniman u trima studijima: Eldorado Recording Studiju u Burbanku, studiju London Bridge u Seattleu i One on One Studiju u Los Angelesu.
Dirt je bio sniman tijekom nemira u Los Angelesu do kojih je došlo nakon što je četvorici pripadnika losanđeleske policije, koje je kamera snimila kako tuku nenaoružanog crnca motorista Rodneyja Kinga, bila izrečena oslobađajuća presuda. Neredi su počeli na isti dan kao i snimanje albuma. Članovi grupe gledali su televiziju kad je policajcima donesena presuda. Jerry Cantrell kupovao je pivo u trgovini kad je u nju ušao muškarac i počeo krasti robu. Cantrell je također zapeo u prometnom čepu i vidio kako ljudi izvlače jedni druge iz automobila i tuku se. Članovi sastava napustili su grad radi vlastite sigurnosti dok je LA prosvjedovao zbog policijskog nasilja. Sa sobom su poveli Slayerovog pjevača Toma Arayu i otišli u pustinju Joshua Tree, gdje su ostali četiri-pet dana, odnosno dok se situacija nije smirila; tad su se vratili u studio i nastavili snimati uradak.
Staley je napustio program rehabilitacije i tijekom snimanja ponovo je počeo koristiti heroin. Naknadno je odlučio naglo prestati konzumirati drogu i osjetio je negativne učinke apstinencijske krize dok je čitao knjigu Loše mjesto pisca horora Deana R. Koontza. Jerden je kasnije izjavio da je od snimanja Dirta Staley bio neprijateljski raspoložen prema njemu jer je više puta savjetovao Staleyju da se odvikne od droga. Komentirao je: "Izgleda da se stvarno naljutio na mene [dok smo snimali Dirt] ... A što je moj posao ako sam producent? Produkcija albuma. Nisam plaćen da Layneu budem prijatelj."
Staley nije bio jedini koji je patio od ovisnosti; bubnjar Sean Kinney i basist Mike Starr borili su se s ovisnošću o alkoholu.

## Glazba i tekstovi
Alice in Chains - Would?

Skladbe, koje su uglavnom nastale tijekom turneje, mračnije su od pjesama na Faceliftu. "Na tom smo se albumu dosta preispitivali. Mnogo je intenzivnih osjećaja." Cantrell je izjavio: "Glazbom se borimo protiv svakodnevnih problema. Kad sviramo, očistimo se od sveg otrova koji se nakupi tijekom dana." Glavna tema tekstova bila je zloupotreba droga. Tri skladbe ("Sickman", "Junkhead" i "God Smack") pogotovo aludiraju na konzumiranje heroina i njegove naknadne učinke.
Staley je otkrio da je uradak polukonceptualan i da su na njemu prisutne dvije glavne teme. Prva prikazuje "unutarnju muku i nemir, što vodi u korištenje droga radi olakšavanja boli i uvjerenje da je to na neki način bilo rješenje. Kasnije se pjesme počnu približavati paklu i [osoba] shvati da droge nisu način na koji se ublažava ta bol. Zapravo, to je priča o posljednje tri godine mojega života". Prema Staleyjevim riječima druga je tema "problematične veze i odnosi s ljudima".
Staley je kasnije izjavio da žali zbog stihova nekih pjesama na Dirtu: "Pisao sam o drogama i nisam mislio da je to neoprezno ili bezobzirno ... Nisam želio da moji obožavatelji pomisle da je heroin guba. A onda su mi neki obožavatelji prišli, pokazali mi palac gore i rekli mi da su se urokali. Nisam želio da se to dogodi."
Cantrell je 2013. komentirao: "Ta je tama uvijek bila dio grupe, ali nije se sve vrtjelo oko toga. Optimizam je bio prisutan čak i u našim najmračnijim pjesmama. Na Dirtu nismo baš govorili ‘O da, ovo je super’. Bilo je to više upozorenje nego ‘Hej, dođi i probaj ovo, zakon je!’ Govorili smo o onome što se tada događalo, ali uvijek je bio prisutan element preživljavanja – neka vrsta trijumfa nad mračnim ljudskim stranama. Mislim da je i dalje tako, možda se jedino promijenio postotak."
Cantrell je u intervjuu s časopisom RIP 1993. godine rekao da ne aludiraju sve pjesme na drogu:
U knjižici box seta Music Bank iz 1999. godine Cantrell je naveo "Junkhead" i "God Smack" kao "najizravnije i najiskrenije" pjesme o zloupotrebi droga.
Cantrell je komentirao da "Them Bones" govori o "smrtnosti, da ćemo jednog dana završiti kao hrpa kostiju." Časopisu RIP 1993. godine rekao je: "'Them Bones' prilično je jednostavna. Malo je sarkastična, ali uglavnom govori o smrtnosti i životu. Svi ćemo jednog dana umrijeti. Umjesto da se toga plašimo, trebali bismo to prihvatiti: stoga uživajte u vremenu koje imate. Živite koliko možete, uživajte što više možete. Suočite se sa svojim strahovima i živite. Neki su članovi moje obitelji umrli premladi, pa me uvijek bilo pomalo strah toga. Strah me plaši. Mislim da plaši mnoge ljude. To je kraj života, ako tako razmišljate. To je vrlo jeziva stvar. "Them Bones" pokušava riješiti problem te misli. Mudro se koristite onime što vam je preostalo."
Skladbu "Dam That River" nadahnula je svađa između Cantrella i Seana Kinneyja, tijekom koje je Kinney prelomio stolić preko njegove glave.
Cantrell i Staley zajedno su napisali tekst za "Rain When I Die", na kojoj govore o svojim djevojkama.
"Sickman" je nastala kad je Staley zatražio Cantrella da "mu napiše najbolesniju pjesmu; najbolesniju, najmračniju, najsjebaniju i najžešću stvar koju može napisati."
Cantrell je napisao "Rooster" za svoga oca, Jerryja Cantrella Sr., koji se borio u Vijetnamskome ratu i čiji je nadimak u djetinjstvu bio "Rooster" ("Pijetao"). Cantrell je opisao pjesmu kao "početak mojeg i očevog oporavka od sve te štete koju je Vijetnam prouzročio."
O naslovnoj skladbi "Dirt" Cantrell je rekao: "Stihovi koje je Layne napisao za tu pjesmu bili su tako žestoki... Svaki put kad bih mu dao nešto, znao sam da ću čuti nešto stvarno opako." Staley je izjavio da pjesma govori "o određenoj osobi koja me praktički pokopala".
"Iron Gland", koja traje 43 sekunde, nastala je nakon što je Cantrell počeo svirati rif koji je živcirao ostale članove, zbog čega je skladao pjesmu (u kojoj je odlučio aludirati i na pjesmu "Iron Man" Black Sabbatha) i obećao da više nikad neće svirati taj rif, iako je to često uvodna skladba na koncertima. Na njoj pjevaju Tom Araya iz thrash metal grupe Slayer i Layne Staley. "Hate to Feel" i "Angry Chair" napisao je Staley, koji je na njima svirao i gitaru; Cantrell je izjavio da se ponosi time što se Staley razvija kao kantautor i gitarist.
Cantrell je napisao "Down in a Hole" svojoj dugogodišnjoj djevojci Courtney Clarke. U knjižici box seta Music Bank iz 1999. godine Cantrell je dodatno objasnio koncept skladbe: "["Down in a Hole"] jedna mi je od tri najdraže skladbe. Posvećena je mojoj dugogodišnjoj ljubavi. Prikazuje stvarnost mojega života, put koji sam odabrao i na čudan je način predvidjela gdje se sada nalazim. Obama nam je teško shvatiti... da ovakav način života nije pogodan za dugogodišnje veze."
Posljednju skladbu na albumu, "Would?", Cantrell je posvetio svojem prijatelju i preminulom pjevaču sastava Mother Love Bone, Andrewu Woodu. Cantrell je dodao da je i "posvećena onima koji gledaju svisoka".

## Omot i naslov
Naslovnica albuma prikazuje napola zakopanu ženu okruženu ispucanom zemljom. Naslovnicu je fotografirao Rocky Schenck, koji je izradio sliku s umjetničkom direktoricom albuma, Mary Maurer. Sam je sastav predložio da naslovnica prikaže golu ženu napola zakopanu u pustinji te da može biti mrtva ili živa. Članovi su raspravljali o tome kakvu bi ženu htjeli i Schenck je ubrzo započeo audiciju. Schenck im je prikazao fotografiju modela i glumice Mariah O'Brien, koju je skupina na koncu i izabrala.
Fotografiranje za naslovnicu odvijalo se 14. lipnja 1992. godine u Schenckovom holivudskom studiju, a proces je nadgledao bubnjar Sean Kinney. Nakon osmosatnog fotografiranja O'Brien je otišla u kupaonicu i ostavila svoju periku u prljavštini. Schenck je tada uslikao par fotografija koje su se kasnije pojavile u box setu Music Bank iz 1999. godine.
Mnogo godina obožavatelji su vjerovali da je model na naslovnici bila tadašnja Staleyjeva djevojka Demri Parrot, no Schenck je 2011. godine časopisu Revolver otkrio da je zapravo u pitanju Mariah O'Brien, s kojom je prethodno surađivao na naslovnici singla "Bitch School" grupe Spinal Tap. Časopis je objavio i ostale fotografije na kojoj se pojavila O'Brien. Schenck je komentirao:
U intervjuu s kanadskim časopisom M.E.A.T. u prosincu 1992. Layne Staley o naslovnici je izjavio:
Glazbeni spot za singl "A Looking in View" iz 2009. aludira na tu naslovnicu. Nakon 6 minuta i 55 sekundi prikazana je žena (koju glumi Sacha Senisch) koja leži na ispucanoj zemlji na sličan način kao na naslovnici Dirta. "A Looking in View" pojavila se na četvrtom studijskom albumu Alice in Chainsa, Black Gives Way to Blue, koji je bio objavljen točno 17 godina nakon Dirta, 29. rujna 2009. godine.

## Objava i komercijalni uspjeh
Nakon objave u rujnu 1992. godine Dirt se popeo do 6. mjesta ljestvice Billboard 200 i na njoj ostao 106 tjedana; na koncu je bio na 194. mjestu. Zbog Dirta Alice in Chains postao je poznat diljem svijeta te je album postigao četverostruku platinastu nakladu u SAD-u, platinastu nakladu u Kanadi i zlatnu nakladu u Ujedinjenom Kraljevstvu. Do 2008. godine u SAD-u je bio prodan u 3,358.000 primjeraka. Remasterirana inačica uratka bila je objavljena 23. studenog 2009. godine na gramofonskoj ploči.

## Recenzije i nasljeđe
Dirt je dobio uglavnom pozitivne kritike te ga mnogi recenzenti i obožavatelji smatraju najboljim albumom skupine. U retrospektivnoj je recenziji Steve Huey iz AllMusica izjavio: "Dirt je glavni umjetnički iskaz Alice in Chainsa i najbliže što su ikad došli stvaranju remek-djela. To je primitivan i bolestan jauk iz dubine Staleyjeve ovisnosti o heroinu i jedan od najmučnijih konceptualnih albuma općenito. Ne govori svaka pjesma na Dirtu izravno o heroinu, ali pjesme koje je Jerry Cantrell samostalno napisao (koje čine gotovo polovicu albuma) uspješno održavaju tematsku sročnost—gotovo svaku pjesmu prožima morbidnost, gađenje i/ili odustajanje samosvjesnog ali nemoćnog ovisnika."
Michael Christopher iz PopMattersa pohvalio je album i komentirao: "Uradak ni na koji način ne prikazuje neku vrstu slavlja – ali teško ćete pronaći brutalno iskreniji album – i to je razlog zašto će uvijek biti jedan od najboljih albuma." Chris Gill iz Guitar Worlda rekao je da je Dirt "velik i zloslutan, a opet jeziv i intiman" te "uzvišeno mračan i brutalno iskren". Don Kaye iz časopisa Kerrang! opisao je Dirt kao "brutalno iskren i vrlo žestok dokaz ljudske izdržljivosti".
Smatra se da je Dirt jedan od albuma koji je najviše utjecao na nastanak podžanra sludge metala, koji spaja doom metal s hardcore punkom. Recenzenti časopisa "Kerrang! izabrali su ga za album godine 1992.
Na Dirtu su se pojavili singlovi "Would?", "Them Bones", "Angry Chair", "Rooster" i "Down in a Hole" te je za svakog od njih bio snimljen popratni glazbeni spot. "Rooster", "Them Bones" i "Down in a Hole" ušli su u top 30 singlova i ostali na ljestvicama gotovo godinu dana.
Na dodjeli nagrada Grammy 1993. godine Dirt je bio nominiran u kategoriji najbolje hard rock izvedbe. Skupina je također uvrstila pjesmu "Would?" u glazbu za film Samci Camerona Crowea iz 1992. godine, čiji je glazbeni spot dobio nagradu za najbolji videozapis iz filma na dodjeli MTV-jevih nagrada 1993. godine.
Dirt se pojavio i u knjizi 1001 album koji morate poslušati prije nego što umrete iz 2005. godine.
Godine 2008. časopis Close-Up proglasio je Dirt petim najboljim albumom u posljednja dva desetljeća.
Godine 2011. Joe Robinson iz Loudwirea naveo je Dirt kao jedan od najboljih metal albuma iz 1990-ih uz Megadethov Rust in Peace i Toolovu Ænimu: "U borbi između metala i grungea Alice in Chains rijedak je sastav koji vole obožavatelji obaju žanrova. Od grupa iz Seattlea ona ima najviše elemenata metala; za uradak 'Facelift' iz 1990. reklamirali su ju kao metal skupinu, a onda ju prodavali kao grunge grupu za 'Dirt' iz 1992. godine. Sami se članovi nisu brinuli oko naziva, samo su stvorili neke od najboljih klasika alternativnog metala poput 'Would?,' 'Rooster' i 'Them Bones', koje su ih dogurale do mjesta glavnog izvođača na festivalu Lollapalooza 1993. godine."
Guitar World smjestio je uradak na prvo mjesto svojeg popisa "10 najboljih gitarističkih albuma iz 1992. godine"; drugo je mjesto zauzeo Ignition The Offspringa, a treće Generator Bad Religiona.
U lipnju 2017. Dirt se našao na 26. mjestu Rolling Stoneovog popisa "100 najboljih metal albuma svih vremena". U travnju 2019. Rolling Stone postavio je album na 6. mjesto popisa "50 najboljih grunge albuma".

## Turneja
Alice in Chains bio je predgrupa Ozzyju Osbourneu na njegovoj turneji No More Tours. Nekoliko dana prije početka turneje Staley je slomio petu u motociklističkoj nesreći, te se zbog toga na pozornici morao služiti štakama. Sastav je tijekom te turneje otpustio Starra nakon koncerta na festivalu Hollywood Rock u Rio de Janeiru 22. siječnja 1993. te ga je zamijenio bivši basist Ozzyja Osbournea, Mike Inez.
Tijekom ljeta 1993. Alice in Chains pridružio se Primusu, Toolu, Rage Against the Machineu i Babes in Toylandu na festivalu alternativne glazbe Lollapalooza, što je bila posljednja veća turneja na koju je skupina otišla sa Staleyjem.

## Popis pjesama
| 1.    | »Them Bones«      | Jerry Cantrell                                  | 2:30 |
| 2.    | »Dam That River«  | Cantrell                                        | 3:09 |
| 3.    | »Rain When I Die« | Cantrell, Layne Staley, Sean Kinney, Mike Starr | 6:01 |
| 4.    | »Down in a Hole«  | Cantrell                                        | 5:38 |
| 5.    | »Sickman«         | Cantrell, Staley                                | 5:29 |
| 6.    | »Rooster«         | Cantrell                                        | 6:15 |
| 7.    | »Junkhead«        | Cantrell, Staley                                | 5:09 |
| 8.    | »Dirt«            | Cantrell, Staley                                | 5:16 |
| 9.    | »God Smack«       | Cantrell, Staley                                | 3:56 |
| 10.   | »Iron Gland«      | Tom Araya, Cantrell                             | 0:43 |
| 11.   | »Hate to Feel«    | Staley                                          | 5:15 |
| 12.   | »Angry Chair«     | Staley                                          | 4:48 |
| 13.   | »Would?«          | Cantrell                                        | 3:28 |
| 57:37 |                   |                                                 |      |